# 宮澤康一
宮澤 康一（みやざわ こういち、1967年〈昭和42年〉2月4日 - ）は、日本の運輸・国土交通官僚。

## 来歴
長野県上田市生まれ。その後、飯田市や長野市で育ち、長野県屋代高等学校を経て、1990年（平成2年）、京都大学法学部を卒業。同年運輸省に入省。入省後、国土交通省総合政策局環境・海洋課地球環境対策室長、同局環境政策課地球環境政策室長、内閣官房内閣総務官室企画官、航空局航空ネットワーク部航空ネットワーク企画課長、鉄道局総務課長、航空局総務課長、海上保安庁総務部長などを歴任。
2021年（令和3年）7月1日、国土交通省大臣官房総括審議官に就任。
2022年（令和4年）6月28日、国土交通省大臣官房危機管理・運輸安全政策審議官に就任。
2023年（令和5年）7月11日、内閣府総合海洋政策推進事務局長に就任。在任中、第4期海洋基本計画の策定に携わった。
2024年（令和6年）7月1日、海上保安庁次長に就任。
2025年（令和7年）7月1日、航空局長に就任。

#### リスト
1. ↑  [12][13][14][15][16][17][18]